# Кёрдюген
Кёрдюген (якут. Көрдүгэн) — село в Мегино-Кангаласском улусе Якутии России. Входит в состав Дойдунского наслега.

## География
Село находится в центральной части региона на Центрально-Якутской равнине, в зоне тайги, в подзоне среднетаёжных лесов, на берегу реки Лена, у озера Манчарылах, на расстоянии 42 км (по прямой) к северо-востоку от посёлка городского типа Нижний Бестях, административного центра улуса.

### Климат
В населённом пункте, как и во всем районе, климат резко континентальный, с продолжительным зимним и коротким летним периодами. Зимой погода ясная, с низкими температурами. Устойчивые холода зимой формируются под действием Сибирского антициклона. Средняя температура января −41…-42 °С, июля +17…+18 °С. Осадков выпадает 200—255 мм в год.

## Население
| 2002 | 2010 | 2021 |
| ---- | ---- | ---- |
| 13   | ↘8   | ↘6   |

## Экономика
Развито животноводство (мясо-молочное скотоводство, мясное табунное коневодство).

## Транспорт
В советское время ходил теплоход «Ракета» (Якутск — Красный Маяк — Соттинцы).

## Археология
Объект археологического наследия «Стоянка Кёрдюген».

## Галерея

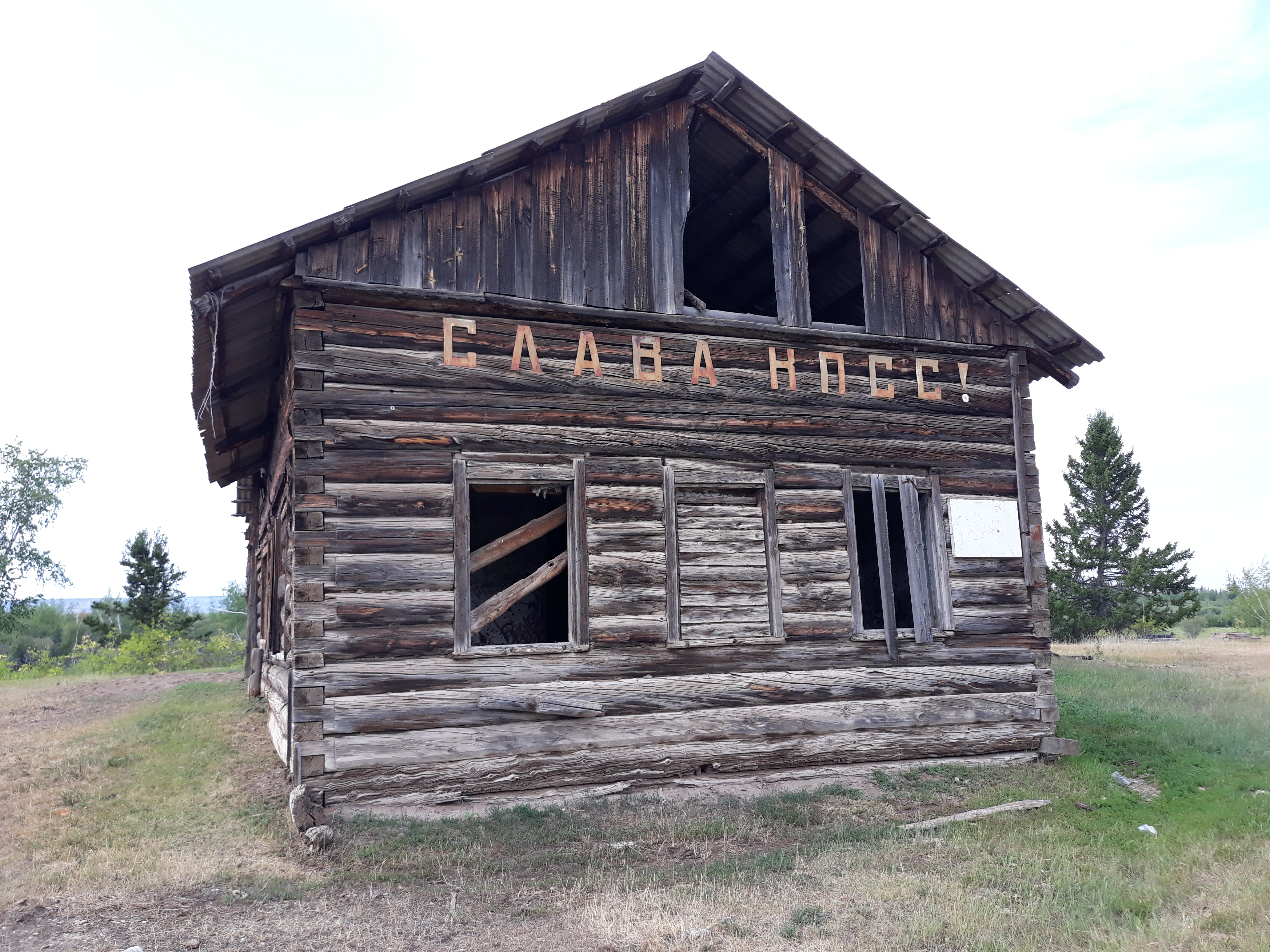
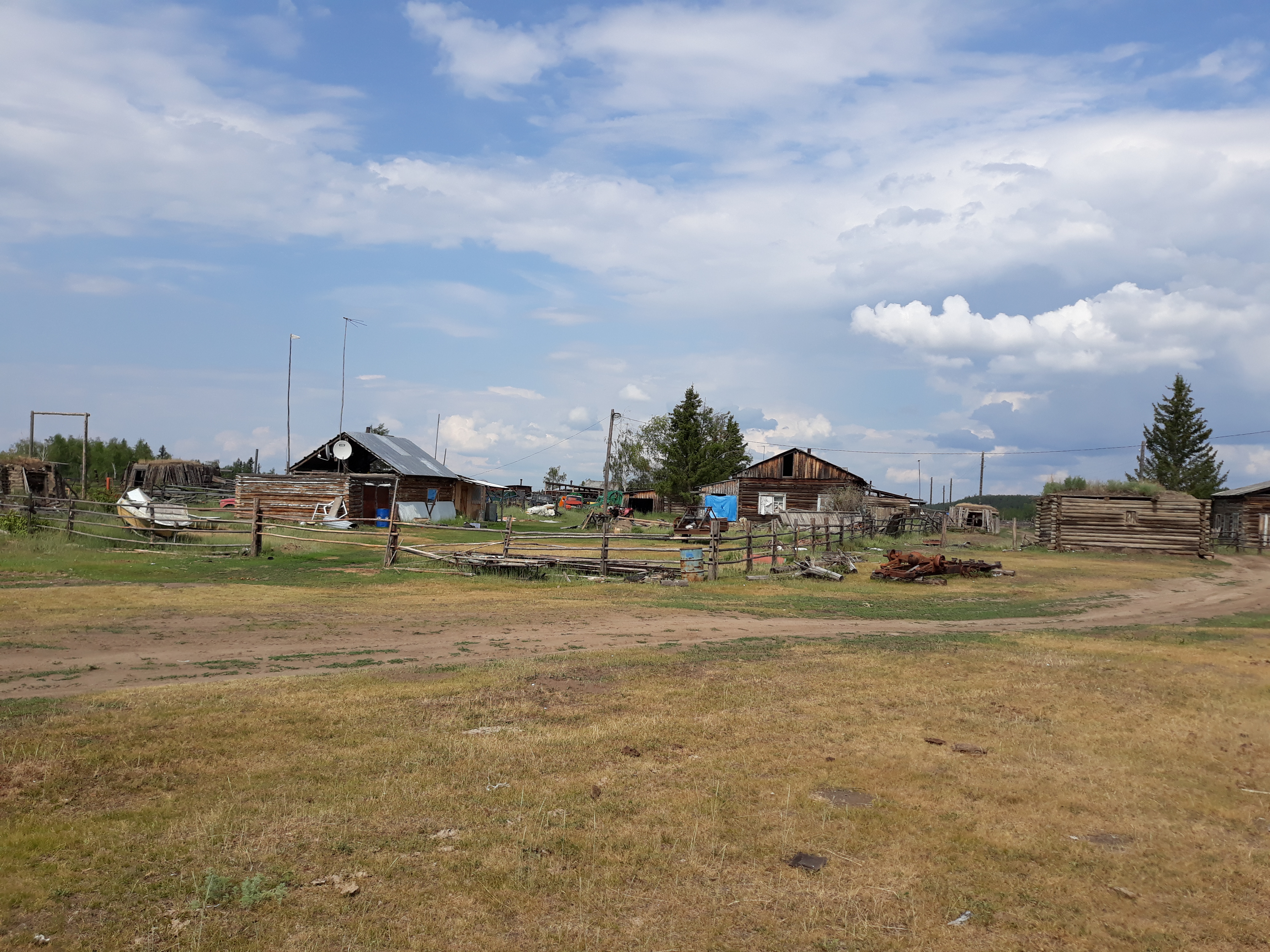
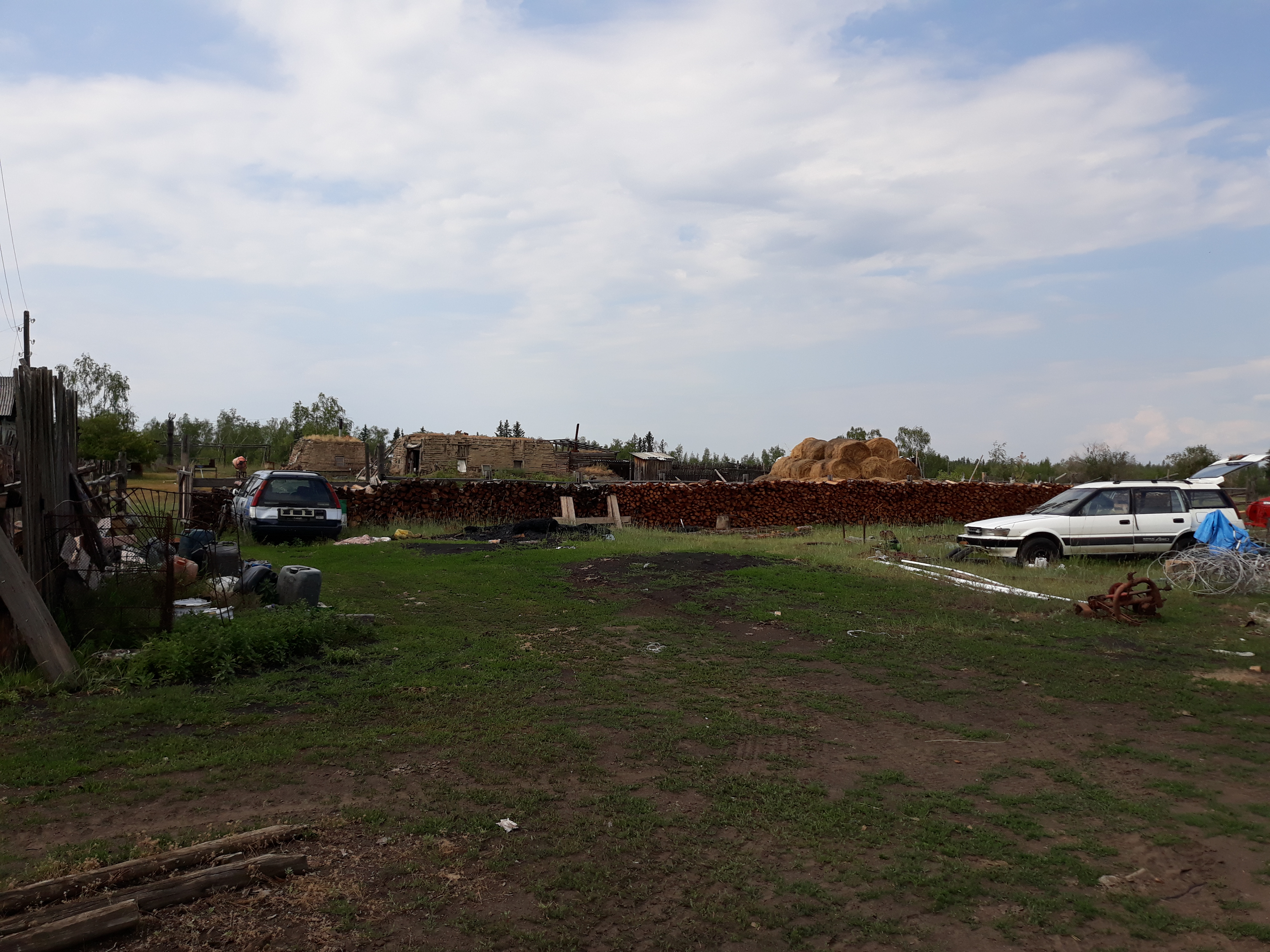
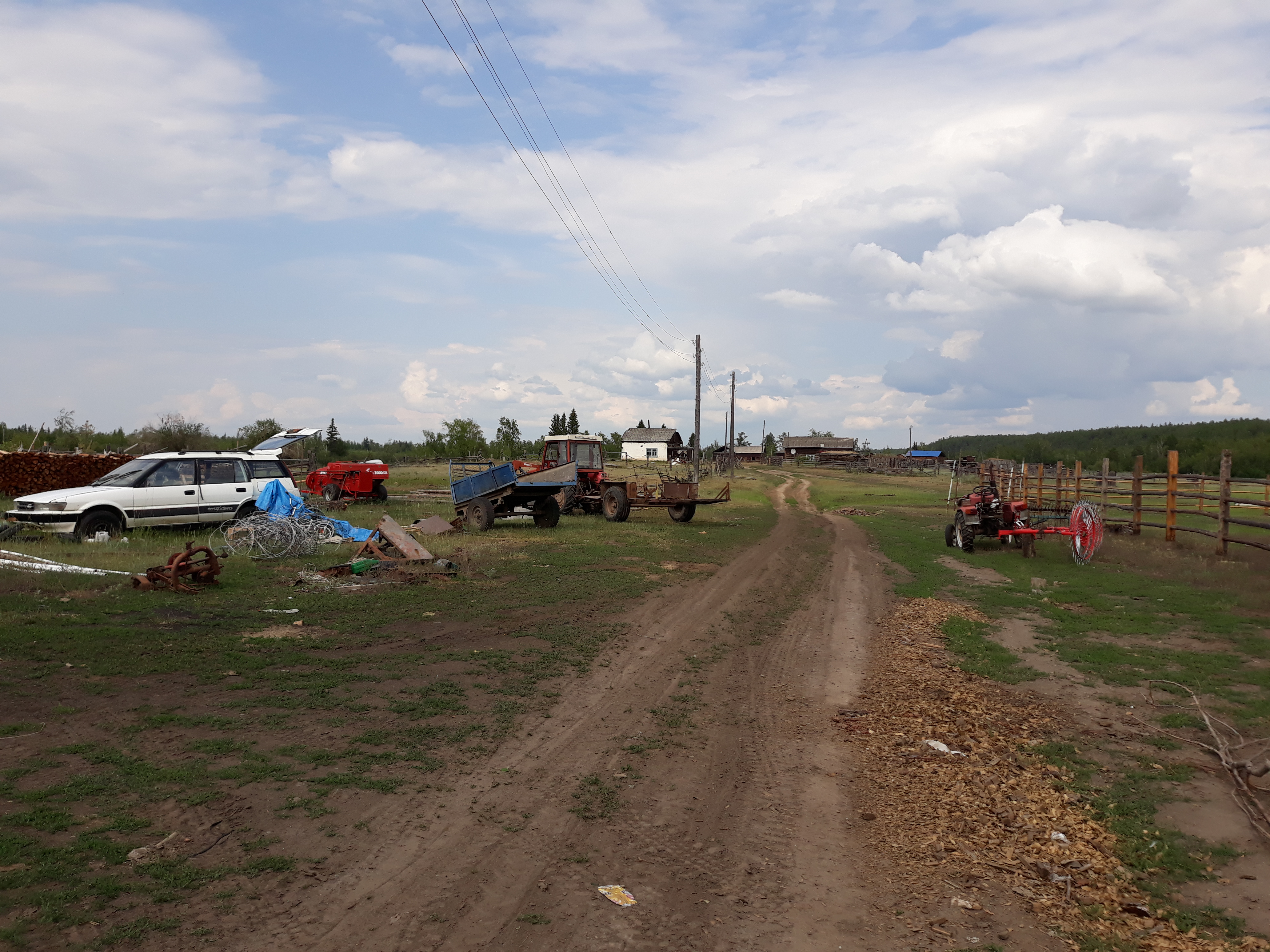